# Oslo-fjord

Az Oslo-fjord tengeröböl térképe

Az Oslo-fjord kis tengeröböl Norvégia fővárosánál, Oslónál. Része a Skagerrak tengerszorosnak, amely az Északi-tengert a Kattegat tengerszorossal köti össze, ami a Balti-tengerhez vezet. 
Az Oslo-fjord nevével ellentétben földrajzi szempontból nem tekinthető fjordnak, bár a fjord kifejezést norvég értelmezésben széles skálán használják vízi útvonalakra. Az öböl egy belső (indre), illetve egy külső (ytre) részre tagolódik.
Régi neve Fold volt, ebből ered a keleti és a nyugati parton fekvő megyék neve (Østfold illetve Vestfold megye).

## Népesség
A népesség teljes létszáma Oslót is ideértve az Oslo-fjord körül 1,86 millió fő, ám ha azt vesszük alapul, hogy az öböl körül lévő megyék népességének adatait vesszük számításba, akkor ez a szám eléri a 2 millió főt. 

## Szigetek
Minden az öbölben elhelyezkedő szigetnek megvan a maga történelmi háttere, illetve a sajátos tulajdonságai. Ide tartozik: Hovedøya, Lindøya, Nakholmen, Bleikøya, Gressholmen, és Langøyene szigete. Ezen szigetek könnyedén elérhetőek az Oslóból induló hajójáratokkal. 

## Szabadidős lehetőségek
Nyaranta számos fajtájú és méretű hajó szeli az Oslo-fjord vizét. Van lehetőség kajakozni, kenuzni, vitorlázni és horgászni is. A gyermekek és a felnőttek is egyaránt megtalálják a különféle szabadidő eltöltési lehetőségeket. 

## Történelme
A fjord körül az első ember alkotta települések már a kőkorszak idején, illetve a bronzkorban is megjelentek. A fjord keleti és nyugati partvidékén maradtak fenn a legjobb állapotban megőrződött, elásott viking hajók. A régi időkben az öböl neve Viken volt. 
A norvég festőnek Edvard Munchnek egy kis háza volt itt Asgårdstrandnál. Itt festette többek közt a híres A sikoly című képét.

## A második világháború időszaka
A fjord volt a német megszállás kulcsa 1940-ben. A megszállás tartalmazta, hogy 1000 német katonát hozzanak ide hajókon. Birger Eriksen ezredes, aki az Oscarsborg erőd parancsnoka volt, itt süllyesztette el a Blücher nehézcirkálót. Az erőd ellenállása megakasztotta a németek támadását. Ennek eredményeképpen a norvégok sohasem adták meg magukat a németeknek, sőt a Quisling-kormány illegalitása alatt a szövetséges csapatok oldalán álltak.

## Fordítás
- Ez a szócikk részben vagy egészben  az   Oslofjord című angol Wikipédia-szócikk ezen változatának fordításán alapul.  Az eredeti cikk szerkesztőit annak laptörténete sorolja fel. Ez a jelzés csupán a megfogalmazás eredetét és a szerzői jogokat jelzi, nem szolgál a cikkben szereplő információk forrásmegjelöléseként.